# 西城街道 (新民市)
西城街道，是中华人民共和国辽宁省沈阳市新民市下辖的一个乡镇级行政单位。

## 行政区划
西城街道下辖以下地区：
新运社区、劳动社区、太平社区、迎宾花园社区、工兴社区、西郊社区、柴屯村、范屯村和梁家烧锅村。